# Kabinet vrhovnega poveljnika Jugoslovanske ljudske armade
Kabinet vrhovnega poveljnika Jugoslovanske ljudske armade ali kabinet vrhovnega poveljnika JLA je bil vojaško posvetovno telo vrhovnega poveljnika Jugoslovanske ljudske armade (JLA) (Josipa Broza - Tita) med letoma 1944 in 1980; deloval je v sestavi Maršalata SFRJ. 

## Sestava
1. oddelek:
- načelnik kabineta vrhovnega poveljnika Jugoslovanske ljudske armade
- pomočnik načelnika
- pomočniki in referenti

2. oddelek
- glavni pribočnik vrhovnega poveljnika Jugoslovanske ljudske armade

- sekretar glavnega pribočnika

3. oddelek
- Varnostni oddelek Maršalata Socialistične federativne republike Jugoslavije